# Consiglio di Stato (Argovia)
Il Consiglio di Stato rappresenta il governo del Canton Argovia.

## Storia
Fino al 1852 il Consiglio di Stato era conosciuto come Piccolo Consiglio, e adottava un sistema commissionale invece dell'odierno sistema dipartimentale. Nel 1855 fu stabilito che i membri svolgessero il loro incarico a tempo pieno e il loro numero venne portato a sette.

## Elezione
Attualmente il Consiglio di Stato è composto da cinque membri, eletti dalla popolazione con un sistema maggioritario per una durata di quattro anni. Uno dei Consiglieri svolge il ruolo di Landamano, che presiede e coordina i lavori del Consiglio.
La carica di Consigliere di Stato è incompatibile con una carica nel Gran Consiglio o in un tribunale cantonale. Solo uno dei membri del consiglio può fare parte dell'Assemblea Federale.

## Compiti
Il Consiglio di Stato rappresenta il potere esecutivo cantonale e agisce come organo collegiale. Determina gli obiettivi e i mezzi di governo, pianifica e coordina le attività del cantone. Esso elabora inoltre atti normativi, decreti e modifiche costituzionale che devono essere poi valutati dal Gran Consiglio. Ha anche il potere di emanare ordinanze, concludere trattati intercantonali e internazionali, e emanare disposizioni in osservanza delle leggi federali.

## Composizione
Al 2023, la composizione del Consiglio di Stato è la seguente:
| Nome                | Ruolo         | Partito | Dipartimento                   |
| ------------------- | ------------- | ------- | ------------------------------ |
| Jean-Pierre Gallati | Landamano     | UDC     | Salute e affari sociali        |
| Markus Dieth        | Vicelandamano | AdC     | Finanze e risorse              |
| Alex Hürzeler       | Consigliere   | UDC     | Istruzione, cultura e sport    |
| Stephan Attiger     | Consigliere   | PLR     | Edilizia, trasporti e ambiente |
| Dieter Egli         | Consigliere   | PS      | Economia e interno             |

|      | PLR | PPD/AdC | PS | UDC | Verdi | Altri |
| ---- | --- | ------- | -- | --- | ----- | ----- |
| 1977 | 1   | 1       | 2  | 1   |       |       |
| 1981 | 1   | 1       | 2  | 1   |       |       |
| 1985 | 2   | 1       | 1  | 1   |       |       |
| 1988 | 2   | 1       | 1  | 1   |       |       |
| 1992 | 2   | 1       | 1  | 1   |       |       |
| 1996 | 2   | 1       | 1  | 1   |       |       |
| 2000 | 1   | 2       |    | 1   |       | 1     |
| 2004 | 1   | 2       |    | 1   |       | 1     |
| 2008 | 1   | 1       | 1  | 1   | 1     |       |
| 2012 | 1   | 1       | 1  | 1   | 1     |       |
| 2016 | 1   | 1       | 1  | 2   |       |       |
| 2020 | 1   | 1       | 1  | 2   |       |       |